# Hornera tuberculata
Hornera tuberculata är en mossdjursart som beskrevs av William MacGillivray 1895. Hornera tuberculata ingår i släktet Hornera och familjen Horneridae. Inga underarter finns listade i Catalogue of Life.